# Pachyphyllum pectinatum
Pachyphyllum pectinatum är en orkidéart som beskrevs av Heinrich Gustav Reichenbach. Pachyphyllum pectinatum ingår i släktet Pachyphyllum och familjen orkidéer. Inga underarter finns listade i Catalogue of Life.